# Kreodanthus ovatilabius
Kreodanthus ovatilabius är en orkidéart som först beskrevs av Oakes Ames och Donovan Stewart Correll, och fick sitt nu gällande namn av Leslie Andrew Garay. Kreodanthus ovatilabius ingår i släktet Kreodanthus och familjen orkidéer. Inga underarter finns listade i Catalogue of Life.